# Mato Džaja
Mato Džaja (Kupres, 12. prosinca 1906. – Banja Luka, 10. svibnja 1988.) bio je hrvatski i bosanskohercegovački književni povjesničar, kritičar, publicist.

## Životopis
Osnovnu školu završio je u Kupresu, gimnaziju u Visokom i Travniku, studij slavistike diplomirao na Filozofskom fakultetu u Zagrebu. Službovao je neko vrijeme na Kosovu, radio u banjolučkoj Muškoj gimnaziji i Učiteljskoj školi. Bio je upravitelj Narodnog pozorišta i Muzeja Bosanske krajine u Banjoj Luci. Surađivao je u brojnim časopisima: Napredak, Prosvjetni list, Narodna prosvjeta, Književnost i jezik, Krajiške novine, Putevi, Glas, Korijen i drugim.

## Djela
- Čitanka za IV. razred gimnazije (1953.)
- Ante Knežević, pisac Krvave knjige (studija, 1958.)
- Vodič Banja Luka (1960.)
- Banja Luka u putopisima i zapisima (1962.)
- Jedan rukopis Ivana Gorana Kovačića (b.g.)
- Od Jukića do Hadžiomerspahića (zbirka historijskih eseja o bosanskohercegovačkim književnicima i kulturnim radnicima, 1977.)
- Banjalučka realka (1980.)